# 임천 김문기 영정
임천 김문기 영정은 충청남도 부여군 임천면에 있다. 2002년 6월 10일 부여군의 향토문화유산 제62호로 지정되었다.